# Rigyáci-patak
A Rigyáci-patak a Zala vármegyei Rigyác község közigazgatási területének északi határán ered, s útját dél-délkeleti irányban kezdi el. A névadó falu házai közelében délnek fordul, majd miközben átfolyik a lakott területen, áthalad a 75135 számú bekötőút alatt is. A településtől délre keresztezi a 7-es főutat, majd az M7-es autópályát is. Végighalad Petrivente közigazgatási területének keleti határán, majd a völgye Semjénháza központját választja el annak Ibrikó falurészétől. Legnagyobb mellékvízfolyása, a vele szinte végig párhuzamosan futó Újkúti-patak  – amellyel Semjénháza címerében is szerepel – már Molnári közigazgatási területén éri el jobb oldalról. Az így kibővült vizű Rigyáci-patak áthalad a 6835 számú út alatt, majd Molnári házaitó keletre, bal oldali mellékvízfolyásként torkollik a Murába.
A Rigyáci-patak vízgyűjtő területe a Nyugat-dunántúli Vízügyi Igazgatóság (NYUDUVIZIG) működési területéhez tartozik.

## Mellékvízfolyás
- Újkúti-patak

## Part menti települések
- Rigyác
- Semjénháza